# Jean de Varzy
Jean de Varzy, Johannes de Varziaco, (* im 13. Jahrhundert in Varzy; † 1278 in Paris) war ein französischer Dominikaner und Theologe.
Er ist unter verschiedenen Namen bekannt wie: de Verzy, de Verdiaco, de Varsiaco, de Vardiaco, de Versiaco.
Der Name folgt seinem Geburtsort, dem Schloss von Varzy. Er besuchte das Dominikanerkonvent in Auxerre. Er war Magister der Theologie und ein zu seiner Zeit angesehener Lehrer am Dominikanerkonvent in Paris. Das Sterbejahr ist vom Grabstein bekannt. Von ihm stammen Postilla super librium sapientiae (zwei Handschriften in Basel), Postilla super Cantica (über das Lied der Lieder) und Sermones.